# Hispano-Suiza E-34
El Hispano-Suiza E-34, més tard HS-34, fou un biplà, monomotor i biplaça desenvolupat per la companyia Hispano Aviación S.A. (subsidiària d'Hispano-Suiza) durant els anys trenta a la fi de crear un entrenador encomanat per les Forces Aèries de la República Espanyola (FARE). Dissenyat per Vicente Roa Miranda, cinc unitats foren projectades a Guadalajara per equipar l'Aeronáutica Naval abans de l'esclat de la Guerra Civil.

## Disseny i desenvolupament
El maig de 1934 Aviación Militar convocà un concurs per la creació d'un nou avió d'entrenament per equipar les seves escoles. El guanyador d'aquest contracte fou AISA amb el seu aparell González Gil-Pazó GP-1, no obstant això l'E-34 presentat per Hispano-Suiza, aconseguí la segona posició i rebé una comanda per produir cinc unitats que reemplaçarien els Avro 504 fets servir d'instructors per l'Aeronáutica Naval.
Inicialment l'E-34 fou pensat per dur els motors Walter Junior de 78 kW (105 CV) i amb un fuselatge de secció rectangular conformat per tubs d'acer i planxes de fusta d'alta densitat recoberts de tela. A l'interior d'aquest es trobava el carenat del motor, lleugerament desplaçat cap a terra a la fi de millorar la visibilitat des de la cabina de pilotatge. Aquesta era oberta i tenia comandaments per duplicat a la fi d'acomodar instructor i cadet en posició de tàndem. A continuació se situava el dipòsit de combustible i els cables de control. Els dos parells d'ales eren rectes, trobant-se, la superior reposant sobre unes bigues reforçades i amb un tall sobre la cabina per millorar la visibilitat i la inferior en voladís sobre el mateix cós de l'aeronau, només aquests presentaven alerons. El tren d'aterratge era fix d'eix comú i estava reforçat per tres barres en posició triangular. A patir del segon prototip, totes les unitats foren equipades amb motors Havilland Gipsy Major, més potents.

## Història operacional
El primer prototip fou enviant a la Base Aeronaval de San Javier (Múrcia) on va ser sotmés a més proves.
Al començar la Guerra Civil l'any 1936 només s'havia completat el primer exemplar a la factoria de Guadalajara així que, degut a la proximitat del front, es decidí traslladar la producció a La Rabassa (Alacant). On es construïren les unitats restants entre 1936 i 1937. Sent matriculats EA-HGA, EA-HGB. EA-HGC, EA-HGD i EA-HGE respectivament. La FARE emprà els avions en missions d'enllaç i entrenament amb èxit escàs.
En acabant el conflicte només sobrevisqué un exemplar que fou transferit a les forces aèries franquistes rebent un canvi en la seua designació a HS-34 l'any 1940. Hispano Aviación mostrà cert interès a continuar la producció de l'aparell per dur a terme rols de remolcador de planadors. La primera prova exitosa es realitzà el 18 d'octubre de 1942 sota el comandament del pilot de proves Fernando Floes Solis. No obstant això l'Exèrcit de l'Aire no va mostrar gens d'interès i abans que acabés l'any l'únic exemplar fou venut a l'Aeroclub de Sevilla qui li atorgà la matrícula EC-AFJ. L'any 1951 fou comprat per l'Aeroclub Sabadell on volà durant dos anys abans de tornar a ésser venut, aquesta vegada a l'Aeroclub de Granada on finalitzà la seua vida activa.

## Conservació
D'ençà 1973, l'únic exemplar que sobrevisqué la Guerra es troba restaurat a l'exposició estàtica del Museu de l'Aire de Cuatro Vientos (Madrid).

## Especificacions

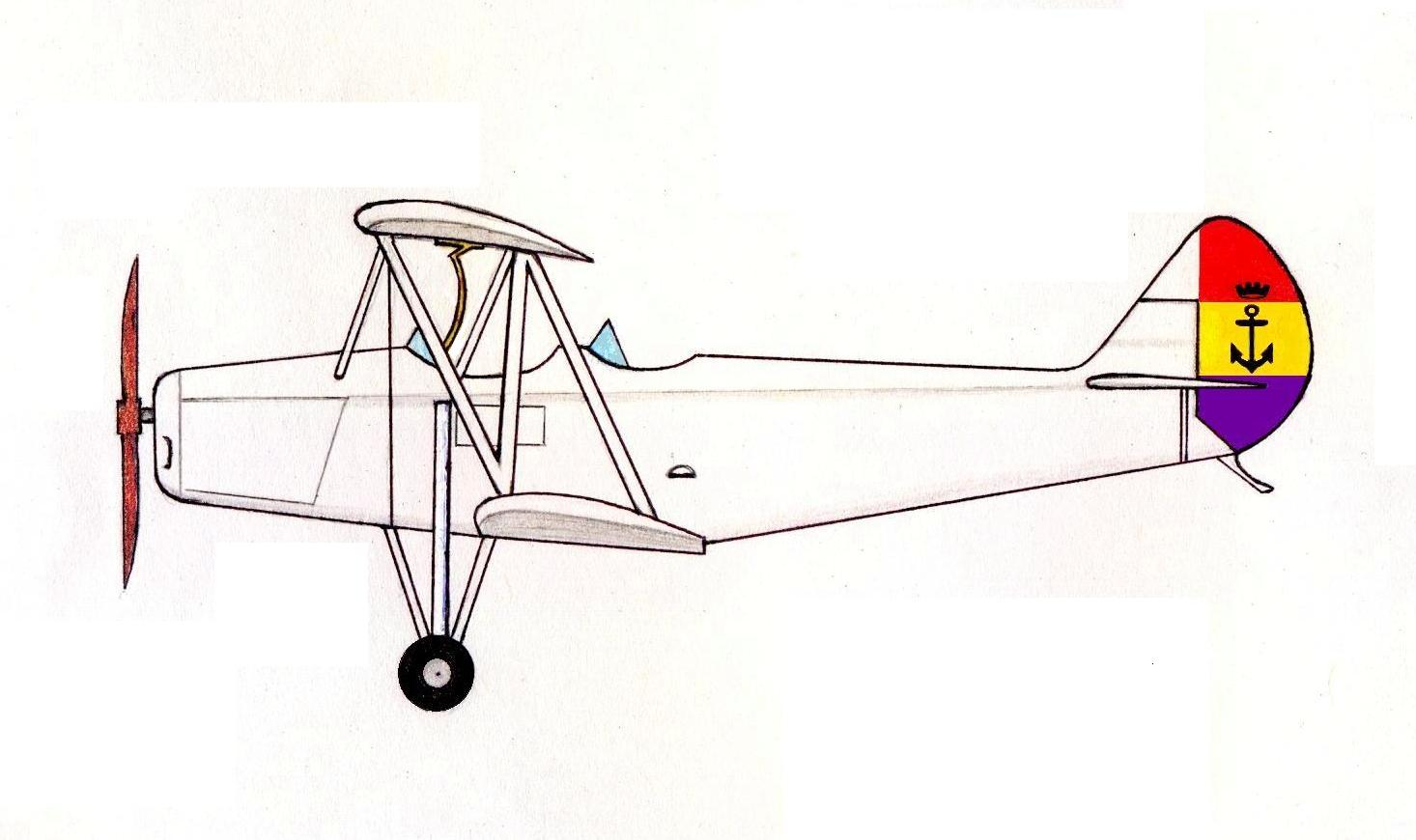
E-34 amb els colors de lAeronáutica Naval.

### Característiques generals
- Tripulació: 2.
- Longitud: 7,34 m.
- Envergadura: 9,10 m.
- Altura: 2,54 m.
- Superfície alar: 25.50 m2.
- Pes buit: 522 kg.
- Pes màximo: 773 kg.
- Dipòsit: 100 L.
- Planta motriu: 1 motor lineal Havilland Gipsy Major de 97 kW (130 CV) sobre una hèlix bipala de pas fixe.

### Rendiment
- Velocitat màxima: 170 km/h.
- Velocitat de creuer: 130 km/h.
- Velocitat de pèrdua: 65 km/h.
- Abast: 350 km.
- Sostre: 3000 m.
- Ascens: 7 minuts fins 1.000 m.